# AND1

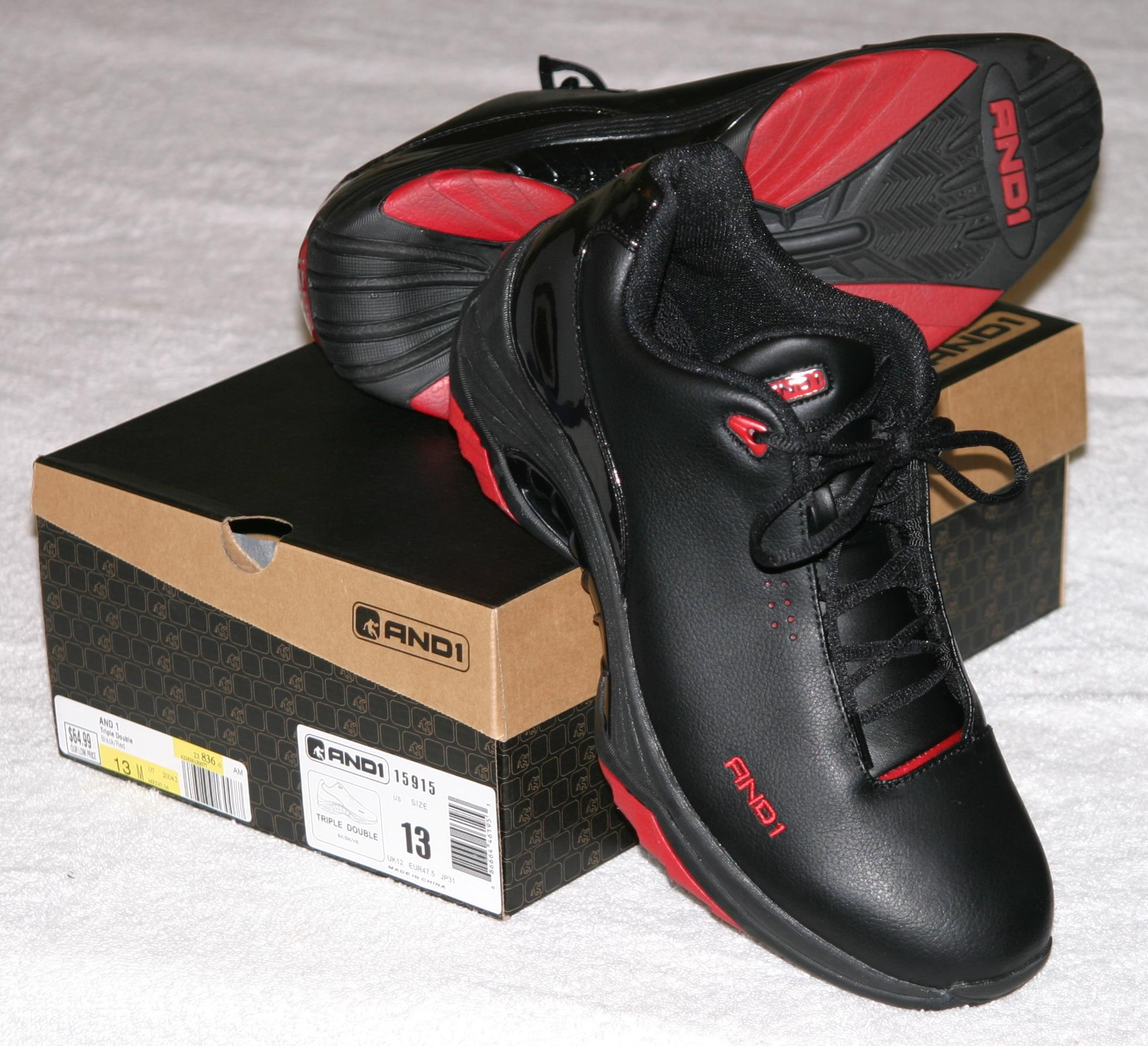
Basketbalschoenen van AND1

AND1 is een Amerikaanse fabrikant van sportschoenen, die zich voornamelijk specialiseert in basketbalschoenen en basketbalkledij. 
Het bedrijf werd opgericht in 1993. De hoofdzetel bevond zich in Paoli (Pennsylvania) voor het bedrijf naar Aliso Viejo (Californië) verhuisde. Het bedrijf dankt zijn naam aan een (voornamelijk in Amerika gebruikte) basketbalterm waarbij iemand scoort, een fout meekrijgt, en vervolgens een vrijworp krijgt toegewezen. Dat heet een 'And One'.
AND1 is ook bekend van de zogenaamde 'AND1 mixtapes', een jaarlijkse videoband waarop een professioneel streetballteam, dat gesponsord wordt door AND1, een tournee van streetballgames door de Verenigde Staten maakt, op zoek naar het nieuwe streetballtalent.
Er bestaat ook een videogame over streetball van AND1, getiteld 'AND1 Streetball'.